# Louis Noël

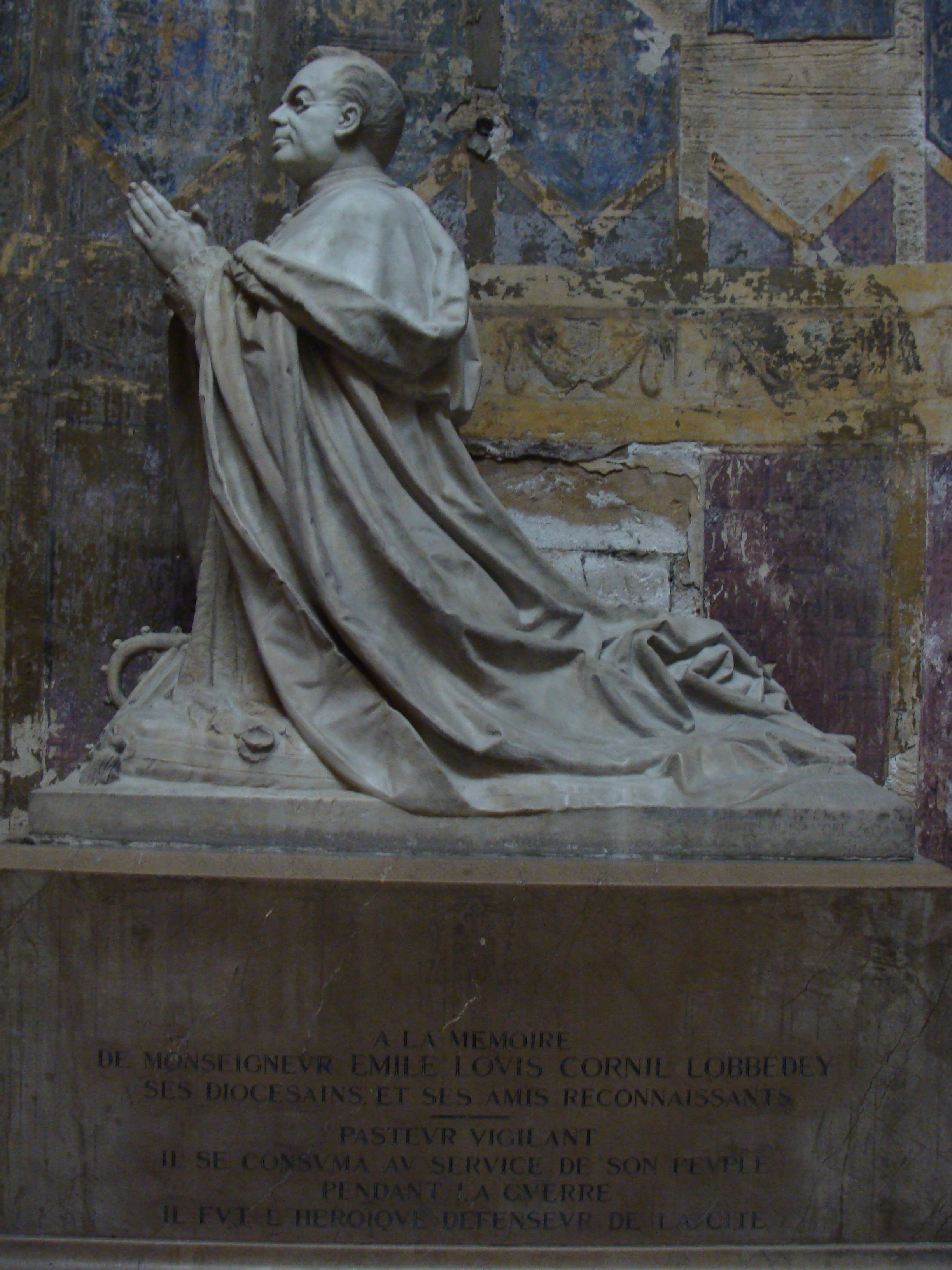
Escultura de Louis Noël Emile-Louis-Cornil Lobbedey en la Basilique Notre-Dame de l'Immaculée Conception de Boulogne-sur-Mer

Louis Noël, nacido el año 1838 y fallecido en 1925, es un escultor francés. está enterrado en el cementerio de Montrouge.

## Obras
Entre las mejores y más conocidas obras de Louis Noël se incluyen las siguientes:
En la Basilique Notre-Dame de l'Immaculée Conception de Boulogne-sur-Mer.Cenotafio, inaugurado el 8 de marzo de 1921. enmarcación en mármol de Marquise, estatua de mármol blanco, dimensiones: alto 2m90, largo 2m48, ancho 1m22
- la estatua de Monseigneur Lobbedey

- la estatua de Santa Ide de Lorena, figura mayor que el natural, bajo la cúpula de la basílica[1]

- dos estatuas en el altar del corazón sagrado, María y Juan

### Homónimos
Los homónimos regionales son numerosos según la Base Léonore del Ministerio de cultura francés.No ha de confundirse con Antoine-Louis-François Noël nacido el 6 de diciembre de 1797 en Saint-Pierre-les Calais o con Louis-Napoléon-Joseph Noël nacido el 27 de mayo de 1807 en Louches